# Ausoni d'Angulema
Ausoni (Mortagne-sur-Gironde, Gàl·lia, Imperi Romà- Angulema, s. IV o V) va ser un religiós gal·loromà, primer bisbe d'Angulema. És venerat com a sant per diverses confessions cristianes. Nascut a Mortange, a la ribera de la Gironda en una vil·la de la que se'n conserven restes. Cristià, va predicar l'evangeli al territori d'Angulema i hi convertí un gran nombre de pagans. Establert a la ciutat, esdevingué el cap de la comunitat, o primer bisbe. La llegenda diu que fou decapitat per ordre de les autoritats del lloc. Fora de les muralles, prop del lloc on havia estat sebollit el bisbe, s'edificà una església parroquial dedicada a Ausoni, després abadia, una de les més antigues de la Gàl·lia, de la que es deia que el mateix Ausoni havia estat fundador.